# Brutus Groenschild
Brutus Greenshield (Welsh: Bryttys darian las) was volgens de legende, zoals beschreven door Geoffrey of Monmouth, koning van Brittannië van 957 v.Chr. - 945 v.Chr. Hij was de zoon van koning Ebraucus.
Brutus was de oudste van de 20 zonen van Ebraucus, en de laatst overgebleven troonopvolger nadat zijn broers naar Duitsland waren getrokken om daar een koninkrijk te stichten. Hij regeerde 12 jaar, en werd opgevolgd door zijn zoon Leil.